# Siegfried Breuer jr.
Walter Breuer, auch Siegfried Breuer jr. (* 16. Juli 1930 in Wien; † 8. Juni 2004), war ein österreichischer Schauspieler.

## Leben
Breuer, der am Max Reinhardt-Seminar in Wien ausgebildet wurde, war von 1953 bis 1954 am Deutschen Theater Göttingen engagiert. Seit 1952 war er als Filmschauspieler tätig. 
Im Gegensatz zu seinem Vater Siegfried, der oftmals eiskalte Verführer verkörperte, wurde er vornehmlich als jugendlicher Liebhaber besetzt. So war er in Die Deutschmeister an der Seite der jungen Romy Schneider zu sehen. Nach eigener Einschätzung mit einer „blechernen Stimme“ und einer Ausstrahlung ausgestattet, die alles andere als liebenswürdig war, konnte sich der Mime in diesem Rollenfach nicht etablieren. 1966 absolvierte er in dem von Rolf Olsen inszenierten Spielfilm In Frankfurt sind die Nächte heiß seinen letzten Leinwandauftritt. Nach dem Ende seiner Filmkarriere war er beim Bayerischen Rundfunk als Produktionsassistent tätig.
Seine Söhne Jacques und Pascal sind ebenfalls Schauspieler geworden.

## Filmografie (Auswahl)
- 1952: Haus des Lebens
- 1952: Illusion in Moll
- 1954: Der schweigende Engel
- 1955: Der dunkle Stern
- 1955: Die Deutschmeister
- 1955: Du mein stilles Tal
- 1955: Roman einer Siebzehnjährigen
- 1955: Drei Mädels vom Rhein
- 1956: Die gestohlene Hose
- 1956: Schwarzwaldmelodie
- 1957: Heiraten verboten
- 1958: Die grünen Teufel von Monte Cassino
- 1958: Das verbotene Paradies
- 1958: Polikuschka
- 1958: Mein Schatz ist aus Tirol
- 1961: Der jüngste Tag
- 1961: Auf den Straßen einer Stadt
- 1961: Jack Mortimer (Fernsehfilm)
- 1962: Einen Jux will er sich machen
- 1964: Die Verbrecher
- 1966: Portrait eines Helden
- 1966: In Frankfurt sind die Nächte heiß
- 1966: 00Sex am Wolfgangsee
- 1967: Umsonst
- 1967: Bericht eines Feiglings
- 1967: Kurzer Prozeß
- 1968: Schloß in den Wolken